# Imbramowice (województwo dolnośląskie)
Imbramowice (niem. Ingramsdorf) – wieś w Polsce położona w województwie dolnośląskim, w powiecie świdnickim, w gminie Żarów.

## Podział administracyjny
W latach 1975–1998 miejscowość administracyjnie należała do województwa wałbrzyskiego.

## Przystanek kolejowy
W miejscowości znajduje się stacja kolejowa Imbramowice.

## Nazwa
Nazwa miejscowości pochodzi od imienia męskiego Imbram.

## Zabytki
Do wojewódzkiego rejestru zabytków wpisany jest:
- kościół parafialny Wniebowzięcia Najświętszej Maryi Panny. O jego istnieniu wzmiankowano w 1335 r., obecna budowla pochodzi z 1522 r. Obiekt jest murowany, z prostokątnym dwuprzęsłowym prezbiterium. Od południa dostawiona jest kaplica i czworoboczna wieża. We wnętrzu znajdują się: gotyckie sakramentarium kamienne, renesansowe epitafia (jedno z 1589 r.), barokowy ołtarz główny, chrzcielnica i ambona oraz płyty nagrobne członków rodu von Reichenbach. Sklepienie prezbiterium przebudowano w XVII i XVIII w., remontowano w 1830 r., restaurowano w 1962 r.